# Восточный рифт
Восточный рифт (англ. Eastern Arc Mountains) — полоса грабенов на территории Кении и Танзании, которая является частью Восточно-Африканской зоны разломов. Рифт проходит от озера Рудольф до озера Ньяса и расположен восточнее озера Виктория и крупнейших вулканических вершин Африки: Килиманджаро, Кения, Элгон. С западной стороны озера Виктория проходит вторая ветвь разлома, Западный рифт.
Восточный рифт — древняя горная система, предположительный возраст которой более 30 миллионов лет. По мнению учёных, леса, которыми покрыты горы, имеют сходство с лесами западной Африки, в частности бассейна реки Конго, и когда были соединены с ними. В настоящее время леса покрывают около 5,5 тысяч км² поверхности гор, более 70 % оригинальных лесов вырублено. В основном вырубка леса проходила в последние 100 лет. Оставшиеся леса в основном находятся под охраной государства и стали популярным местом для туристов.
Восточный рифт составляют следующие горные хребты:
- холмы Таита (англ. Taita Hills) — в Кении;
- горы Паре (англ. Pare Mountains) — в Танзании в области Килиманджаро;
- горы Усамбара (англ. Usambara Mountains) — в Танзании в области Танга;
- горы Нгуу (англ. Nguu) — в Танзании в области Танга;
- горы Нгуру (англ. Nguru) — в Танзании в области Морогоро;
- горы Улугуру (англ. Uluguru) — в Танзании в области Морогоро;
- горы Укагуру (англ. Ukaguru) — в Танзании в области Маньяра;
- горы Рубехо (англ. Rubeho) — в Танзании в областях Морогоро и Маньяра;
- горы Малундве (англ. Malundwe) — в Танзании в области Морогоро;
- горы Удзунгва (англ. Udzungwa) — в Танзании в области Иринга;
- горы Махенге (англ. Mahenge) — в Танзании в области Морогоро.

Использование богатств горной системы является важным звеном в экономике Танзании. Более 50 % электроэнергии от ГЭС в стране вырабатывается на реках, стекающих с рифта (Руву, Пангани, Вами, Сиги и другие). Кроме того, водные ресурсы обеспечивают 25 % потребностей страны, активно используются в сельском хозяйстве. В целом, по оценкам экспертов, ресурсы региона приносят 620 миллионов долларов в экономику страны.
Экосистема и биоразнообразие Восточного рифта находятся под охраной государств Кения и Танзания, а также различных международных организаций. В горах и у подножия расположены национальные парки Цаво (Кения), Микуми, Мкомази и Удзунгва-Маунтинс (Танзания), биосферный резерват Ист-Усамбара.

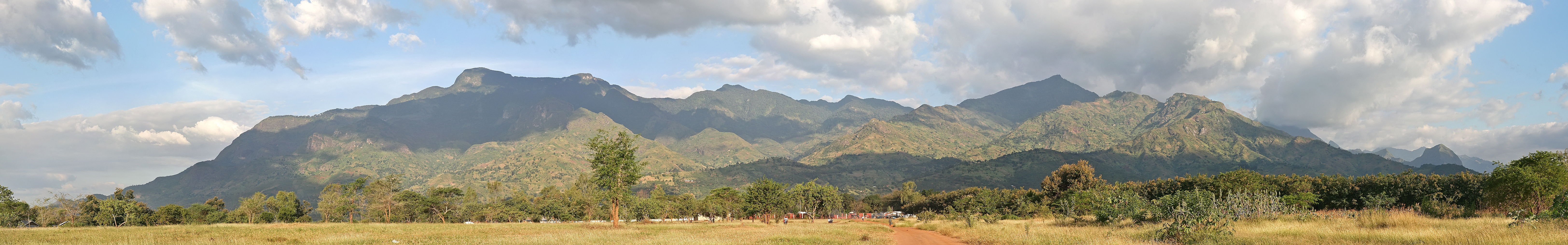
Панорама гор Улугуру